# Seedamm-Center

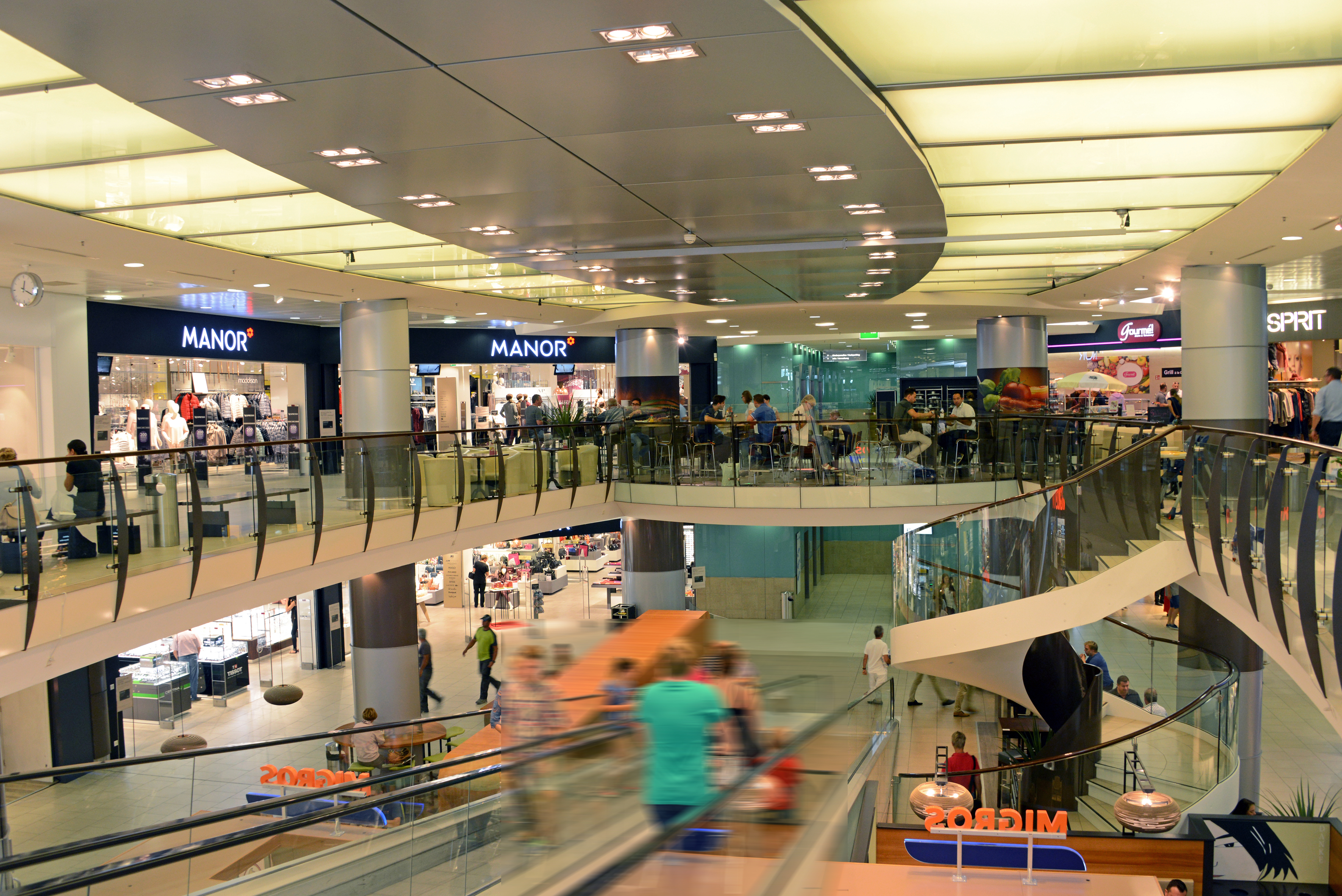
Innenbereich des Seedamm-Center

Das Seedamm-Center in Pfäffikon SZ ist ein Shopping-Center am Oberen Zürichsee mit 20'103 m² Verkaufsfläche. 1'500 Parkplätze stehen in einer dreigeschossigen Tiefgarage und auf dem begrünten Centerareal zur Verfügung.

## Geschichte
Das Seedamm-Center wurde von Charles Vögele gegründet. Am 3. Oktober 1974 wurde der erste Teil mit 23 Fachgeschäften und zwei Restaurants eröffnet. 1985 erfolgte eine Erweiterung mit zusätzlich 7'500 m² und weiteren Fachgeschäften. 2005 wurde das Center innerhalb von neun Monaten komplett erneuert und in seinem Erscheinungsbild aussen wie innen grundlegend verändert.

## Verkehr
Über den Autobahnanschluss Pfäffikon SZ (Zürich-Sargans) und den namensgebenden Seedamm von Rapperswil ist das Center mit dem Auto erreichbar.
Auch mit öffentlichen Verkehrsmitteln ist das Seedamm-Center erschlossen. Im 15-Minuten-Takt fährt ein Bus der Linie 195 Richtung Bahnhof Pfäffikon.